# Eagles (album)
Eagles je první studiové album americké skupiny Eagles. Vydáno bylo v červnu roku 1972 společností Asylum Records. Nahráno bylo v únoru toho roku v londýnském studiu Olympic Studios a jeho producentem byl Glyn Johns. V hitparádě Billboard 200 se deska umístila na 22. příčce. V USA se stala platinovou (RIAA).

## Seznam skladeb
1. „Take It Easy“ – 3:34
2. „Witchy Woman“ – 4:10
3. „Chug All Night“ – 3:18
4. „Most of Us Are Sad“ – 3:38
5. „Nightingale“ – 4:08
6. „Train Leaves Here This Morning“ – 4:13
7. „Take the Devil“ – 4:04
8. „Earlybird“ – 3:03
9. „Peaceful Easy Feeling“ – 4:20
10. „Tryin'“ – 2:54

## Obsazení
- Glenn Frey – zpěv, kytara
- Don Henley – zpěv, bicí
- Bernie Leadon – zpěv, kytara, banjo
- Randy Meisner – zpěv, baskytara